# 湖北广电网络
湖北省广播电视信息网络股份有限公司 （深交所：000665）是中华人民共和国深圳证券交易所的一家上市公司。
2011年，该公司主营业务收入为1022575238.30元，公司净利润为17095743.77元，公司总资产为966785843.54元。